# Helmut Berge
Helmut Berge (* 28. Dezember 1937; † 1. April 2025 in Riesa) war ein deutscher Fußballtorwart. Mit der Betriebssportgemeinschaft (BSG) Stahl Riesa spielte er von 1969 bis 1970 in der DDR-Oberliga, der höchsten Spielklasse im DDR-Fußball.

## Sportliche Laufbahn
Als die BSG Stahl Riesa 1963 in die zweitklassige DDR-Liga aufstieg, gehörte zum Kader auch der 25-jährige Torwart Helmut Berge. In seinen sieben Spielzeiten im höherklassigen Ligenbereich war Berge nur zweimal Stammtorhüter der Riesaer: 1964/65, als er alle 30 DDR-Liga-Spiele bestritt, und 1967/68, als er mit 29 Ligaeinsätzen maßgeblich zum Aufstieg der BSG Stahl in die DDR-Oberliga beitrug. In seinen beiden Oberligaspielzeiten hatte er sich mit dem 1968 neu hinzugekommenen fünf Jahre jüngeren Manfred Eitz auseinanderzusetzen. 1968/69 wurde Berge nur in drei Oberligaspielen eingesetzt, 1969/70 vertrat er Eitz zwölfmal in der Oberliga. 1969/70 war zugleich Berges letzte Saison für Stahl Riesa in der Oberliga. Der 32-jährige wurde zwar für die Spielzeit 1970/71 noch im Kader der Oberligamannschaft benannt, kam aber nicht mehr zum Einsatz. Innerhalb von sieben Spielzeiten hatte Helmut Berge 93 DDR-Liga-Spiele und 15 Oberligaspiele bestritten.